# つま恋リゾート 彩の郷
つま恋リゾート 彩の郷（つまごいリゾート さいのさと）は、静岡県掛川市満水（たまり）に所在するリゾート施設。ホテルマネージメントインターナショナル（HMIグループ）が運営する。1974年から2016年までは「ヤマハリゾートつま恋」としてヤマハが施設を保有し、ヤマハリゾートが運営を受託していた。
ヤマハポピュラーソングコンテスト（ポプコン）の本選開催地でもあった。

## 概要
1974年5月、日本楽器（当時）とヤマハ発動機による総合レクリエーション施設「ヤマハレクリエーションつま恋」として開業。
「つま恋」の由来は、橘為仲が小夜の中山（つま恋から直線距離で約6km北東にある）で詠んだ和歌「たびねする 小夜の中山さよ中に 鹿ぞ鳴くなる 妻や恋しき」（風雅和歌集入集）にちなみ、ヤマハ発動機社長（当時）の川上源一が命名したものである。嬬恋高原で知られる群馬県嬬恋村（つまごいむら）とは無関係。
その後「ヤマハリゾートつま恋」としてヤマハが施設を保有し、ヤマハリゾートが受託運営していた。ヤマハは2006年以降、ヤマハリゾートの縮小を進めており、2016年9月に、同年12月25日付でヤマハリゾートつま恋の一般営業を終了することを発表した。ヤマハは同年11月7日、売却が確定する前に、ヤマハリゾートつま恋の固定資産の減損による49億円の特別損失を2017年3月期決算に計上した。
ヤマハリゾートつま恋の営業終了後、ヤマハはホテルマネージメントインターナショナルに土地・建物と「つま恋」の商標を売却し、2017年3月27日「つま恋リゾート 彩の郷」として事業開始。4月12日にプレオープンし、4月27日に全面開業した。

## 歴史
- 1974年（昭和49年）
  - 5月1日 ‐ 開業[2]。

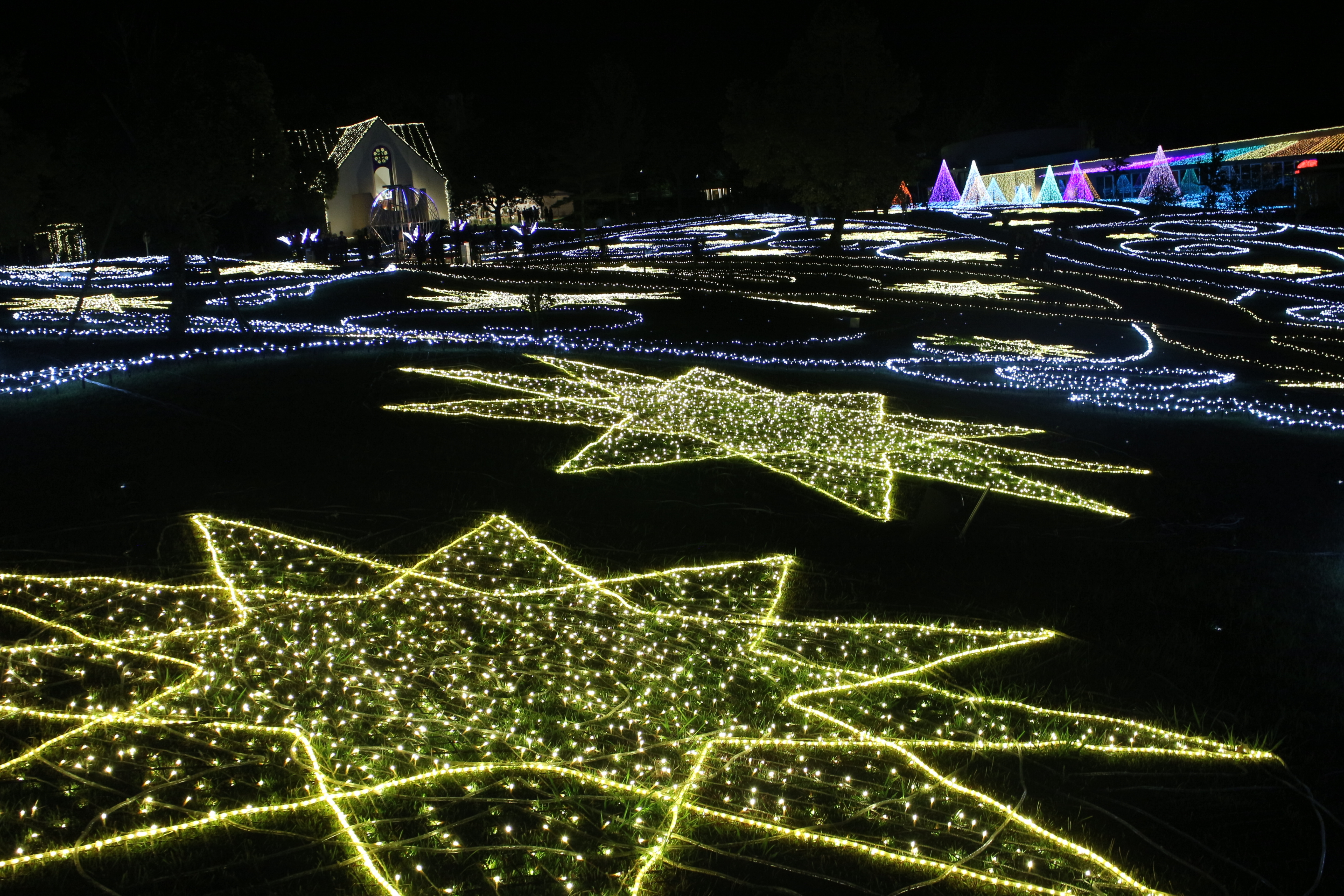
つま恋リゾート彩の郷のライトアップ（2017年10月下旬）

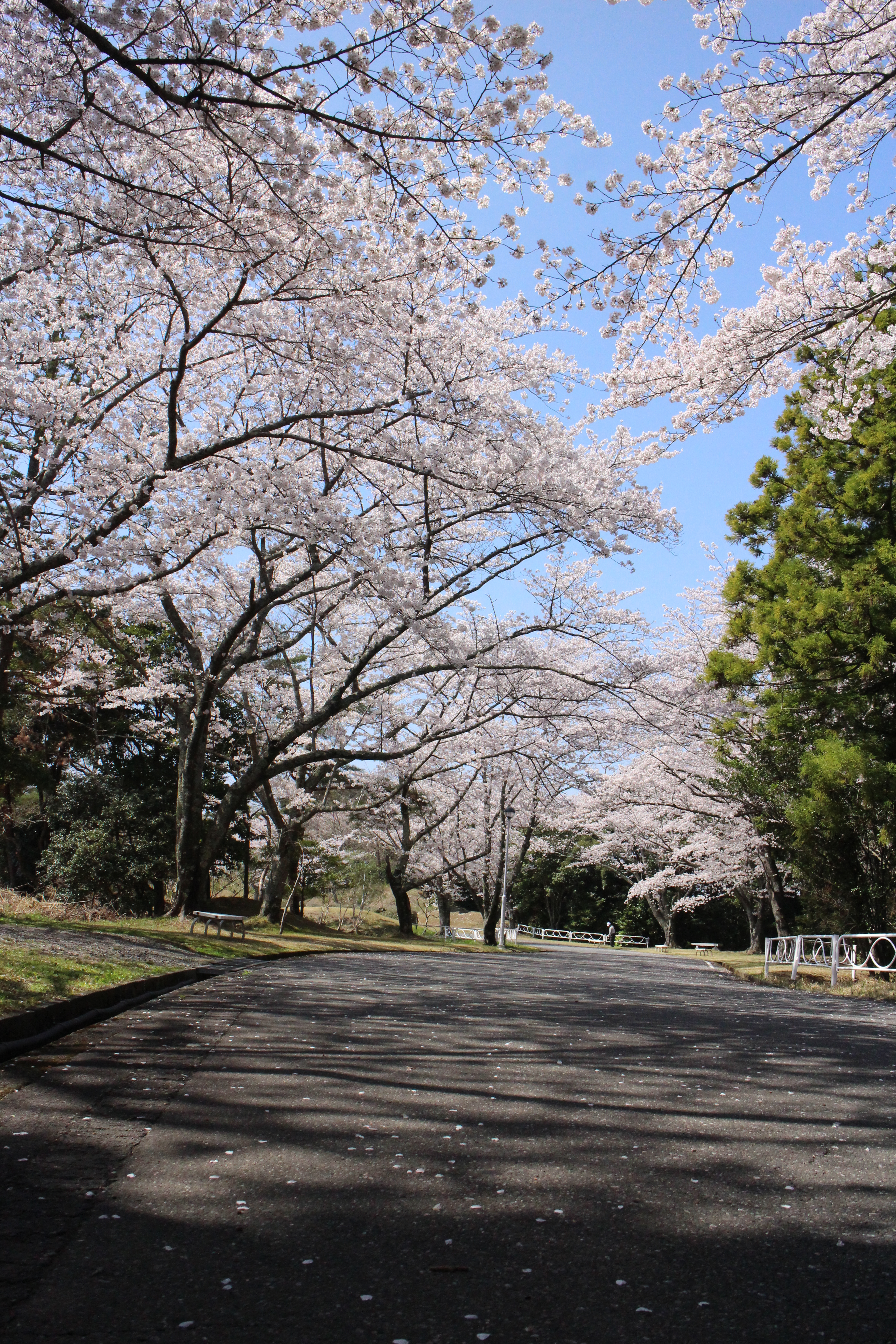
つま恋リゾート彩の郷の桜（2018年3月下旬）

  - 5月5日 ‐ 第7回ヤマハポピュラーソングコンテストつま恋本選会を開催。
- 1975年（昭和50年）8月2日・3日 - 後藤由多加によって「吉田拓郎・かぐや姫オールナイトコンサートinつま恋」開催。約6万5千人を動員。
- 1983年（昭和58年）11月22日 - つま恋ガス爆発事故発生。施設内の食堂でプロパンガスが爆発、死者14名・負傷者28名（国会の答弁資料など、27名とする資料もある）の大惨事となる。施設内には慰霊碑も建立されている。
- 1985年（昭和60年）7月27日・28日 - オールナイトコンサート「吉田拓郎 "ONE LAST NIGHT IN つま恋"」開催。約4万人を動員。
- 1988年（昭和63年）7月31日 - 浅香唯が「'88 SUMMER CONCERT VITAMIN "C" TOUR」を開催。
- 1991年（平成3年）3月 ‐ 施設内に「つま恋乗馬倶楽部」をオープン
- 1994年（平成6年）7月17日 - TUBEが「明治生命ラブストーリ青春　LIVE AROUND SPECIAL '94 F・S・F」を開催。
- 1995年（平成7年）7月16日 - Mr.Childrenが「STADIUM TOUR Hounen Mansaku 夏祭り1995 空(ku:)」を開催。
- 1999年（平成12年）4月 - 施設内の温泉「森林乃湯」を利用した23人がレジオネラ菌に集団感染し、うち2人が死亡[7][8]。原因は塩素濃度が低く殺菌が不十分だった可能性が高いとされる[8]。このため温泉施設を一時閉鎖。
- 2001年（平成14年）8月4日 - スターダストレビューが「100曲+1曲ライブ〜日本全国味めぐり〜お食事券付」を開催。「24時間でグループによる最も多く演奏された」記録としてギネス世界記録に認定。
- 2002年（平成15年）8月18日 - 「a+nation avex SUMMER FESTA 2002」つま恋会場公演開催（2007年8月12日にも開催）。
- 2005年（平成17年）7月16日 - Bank Bandらが出演するap bank fesが初開催（以後、2012年まで毎年開催）。
- 2006年（平成18年）9月23日 - 「吉田拓郎 & かぐや姫 Concert in つま恋 2006」開催。約3万5千人を動員。
- 2009年（平成21年）9月20日 - 南こうせつが「サマーピクニックフォーエバーinつま恋」を開催。約2万人を動員。
- 2011年（平成23年）9月10日・11日 - ポルノグラフィティが「つま恋ロマンスポルノ'11 〜ポルノ丸〜」を開催。
- 2013年（平成25年）7月13日・14日 - Amuse 35th Anniversary BBQ in つま恋 〜僕らのビートを喰らえコラ!〜を開催。翌年7月19日も同様。
- 2016年（平成28年）
  - 12月25日 - 一般営業を終了[9]。
  - 12月27日 - 土地・施設のすべてを、2017年（平成29年）3月までにホテルマネージメントインターナショナルへ譲渡することを発表[10]。
- 2017年（平成29年）
  - 3月27日 - ホテルマネージメントインターナショナルによる「つま恋リゾート 彩の郷」として事業開始。
  - 4月12日 - プレオープン。
  - 4月27日 - 全施設グランドオープン。

## 施設一覧
- ホテルノースウィング
- ホテルサウスウィング

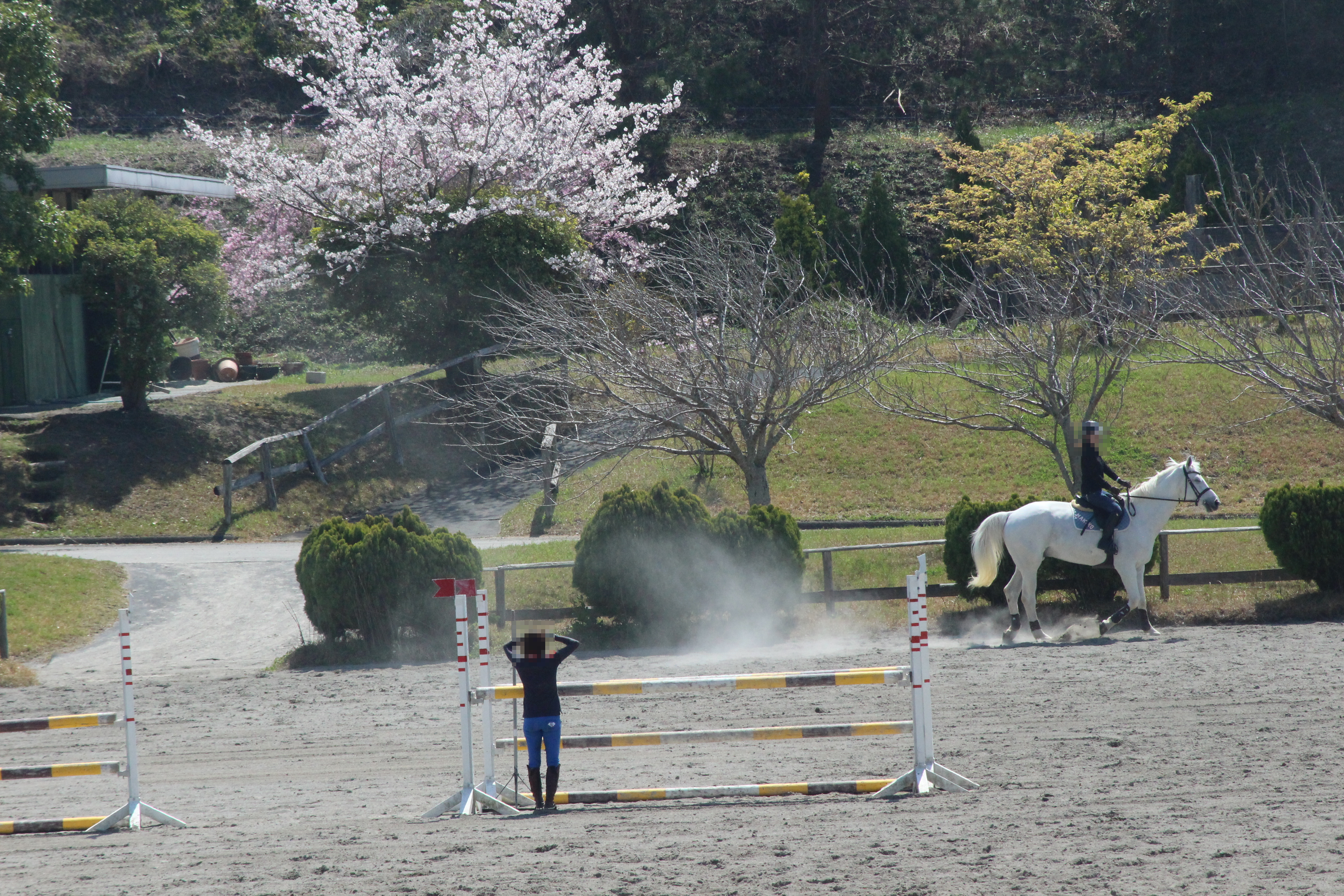
つま恋リゾート彩の郷での乗馬（2018年3月下旬）

- エキシビションホール - ヤマハポピュラーソングコンテストつま恋本選会の会場として用いられた。
- つま恋温泉 森林乃湯 - 1999年にレジオネラ菌による集団感染が発生[7][8]、一時閉鎖後にリニューアルオープン。
- カンファレンスセンター
- チャペル
- ミュージックガーデン
- レストラン - バイキングレストランのほか、エスカルゴを供するレストランもある。
- テニスクラブ
- 乗馬倶楽部
- レーシングカートコース - 2009年現在、日本自動車連盟（JAF）の公認カートコースである。
- フィッシングクラブハウス
- ウォーターパーク - 夏季限定オープン。毎年7月中旬～9月第1週日曜日。
- 軽スポーツコート
- ゴルフ練習場
- ゴルフコース
- パターゴルフコース
- グラウンドゴルフ場
- 多目的広場 - プロスポーツ合宿、運動会、野外コンサート（吉田拓郎、ap bankなど）
- アーチェリー場 - 日本オリンピック委員会（JOC）選手合宿地として指定されている。
- ドッグコミュニティ - 2012年4月オープン。
- グラススキー場・スノーパーク - 現在は閉鎖している。